# (3552) Don Quichotte
Pour les articles homonymes, voir Don Quichotte (homonymie).
(3552) Don Quichotte (désignation internationale (3552) Don Quixote) est un astéroïde cométaire membre de la classe IV de la famille des Amor, aréocroiseur et zénocroiseur et un objet potentiellement dangereux découvert le 26 septembre 1983 par Paul Wild.

## Nom
Son nom vient du personnage éponyme du roman de Miguel de Cervantes Don Quichotte.

## Caractéristiques

### Orbite
Don Quichotte possède une orbite hautement excentrique (0,7) et fortement inclinée (~ 31°) l'amenant au périhélie à une distance comprise entre celle de la Terre et de Mars au Soleil et au-delà de l'orbite de Jupiter lors de son aphélie. Cette orbite se trouve fréquemment perturbée par ses passages à proximité de cette dernière planète. C'est en cela que réside le danger qu'un jour Jupiter ne propulse ce corps dans le corridor orbital de la Terre, cette dernière orbitant entre 147,1 (périhélie) et 152,1 (aphélie) millions de kilomètres du Soleil. Actuellement, Don Quichotte ne s'approche jamais à moins de 45 millions de kilomètres de la Terre et est situé toujours au-delà de l'orbite de cette dernière, son périhélie étant 29 millions de kilomètres plus loin du Soleil que l'aphélie de la Terre.

### Nature et composition
Pendant les trente années qui ont suivi sa découverte en 1983, Don Quichotte était considéré comme un astéroïde Amor aréocroiseur et zénocroiseur. Néanmoins, son orbite semblable à celle des comètes laissait supposer qu'il s'agissait d'une comète éteinte, une comète « morte » qui aurait perdu tout son dioxyde de carbone.
Cependant, le 10 septembre 2013, l'équipe dirigée par Joshua Emery, de l'université du Tennessee aux États-Unis, révèle lors de l'European Planetary Science Congress 2013, à Londres, que (3552) Don Quichotte montre des signes d'activité cométaire,. En effet, la chevelure et la queue de poussières de l'objet ont pu être détectées grâce à des observations réalisées par le télescope spatial infrarouge Spitzer en 2009 alors que l'objet était au plus près de la Terre.
Malgré le fait que les clichés avaient une netteté inférieure à ce que les chercheurs auraient souhaité, une émission de CO2 a pu être détectée à une longueur d'onde de 4,5 μm, ce qui a permis d'observer la présence d'une chevelure et d'une queue pâle. L'analyse d'autres images, capturées en 2004, a permis aux astrophysiciens de déterminer que la surface de l'objet était composée de poussière de silicate, ce qui est similaire à la poussière qui entoure les comètes. Aucune chevelure ou queue n'était alors visible étant donné que l'objet se situait dans les régions les plus froides de son orbite.
Ce faisant, avec un noyau mesurant presque 19 kilomètres de diamètre qui en fait le troisième plus grand objet géocroiseur,, Don Quichotte constitue en réalité une comète active de très grande taille, ce qui continue de brouiller la frontière entre astéroïdes et comètes. Selon Emery, ce corps ne serait pas uniquement rocheux mais serait composé d'une grande quantité d'eau, de dioxyde ou de monoxyde de carbone sous forme de glace. Son orbite s'approchant de manière relativement importante de la Terre (bien que la probabilité d'un impact soit extrêmement faible) et son contenu en eau étant très important (il est estimé à environ 100 milliards de tonnes,, soit l'équivalent du contenu du lac Tahoe aux États-Unis), cette découverte relance la question de l'apport de l'eau terrestre par les comètes,. De plus, cette découverte laisse présager que d'autres objets géocroiseurs pourraient être de nature similaire et contenir également du dioxyde de carbone et de la glace d'eau.